# Caramba!
Caramba! var ett underhållningsprogram i Sveriges Television som sändes i Kanal 1 1989–1991.
I allt utom programnamnet var det en fortsättning på Jacobs stege: Samma typ av gäster, samma sändningstid och programledare Jacob Dahlin. I det tre första säsongerna var även Annika Hagström programledare. Både hon och Dahlin hade tidigare varit programvärdar för nyårsfirandet i SVT på nyårsafton 1988. I TV-tablåerna beskrevs Caramba! som en stjärnsmäll mitt i planeten.
Vid sändningsomgången 1991 blev Dahlin intagen på sjukhus, enligt tidningsuppgifter för en ögonoperation, och ersattes då av John Chrispinsson.

## Första säsongen (1989)
- 4 november – Tina Turner i studion; Jannike Björling, Tommy Nilsson och Zemya Hamilton sjunger till Staffan Hildebrands video "Time".[2]
- 11 november – Om porr, poesi och satir. Magnus Uggla intervjuas och sjunger "Dyra tanter" och "Baby Boom".[3] Intervju med frälsningssoldaten Majken Johansson som sjunger, spelar munspel och läser dikter.[4]
- 18 november – Benny Andersson, Ulf Lundell och dirigenten Esa-Pekka Salonen gästar studion. Liza Minnelli intervjuas om sin mamma Judy Garland. Dirigenten Georg Solti berättar om Birgit Nilsson
- 2 december – Tom Jones, Monica Zetterlund, partiledaren Lars Werner och Stockholms stifts biskop Henrik Svenungsson
- 9 december – Kvinnors rättigheter diskuteras med Kristina Lugn, Ebba Witt-Brattström, Nina Lekander, Maria-Pia Boëthius, Maria Borelius, Anne-Lie Rydé. På scen finns Rod Stewart och Ronald Isley
- 16 december – Sven Wollter, Zemya Hamilton, Håkan Hagegård samt Adolf Fredriks ungdomskör
- 23 december – Carola Häggkvist, Birgit Nilsson, Lars Roos samt rockgruppen Jerusalem
- 31 december – Nedräkningen, nyårsspecial inför det nya decenniet. Med Magnus Uggla, Roxette, Lisa Nilsson, Richard Carlsohn, Lili & Susie. Direkt från Globen uppträder Luciano Pavarotti

## Andra säsongen (1990)
- 10 mars – Boris Jeltsin, Sven-Bertil Taube och sångerskan Amina Annabi.[5]
- 17 mars – P O Enquist, Ma Oftedal, Anders "Ankan" Parmström, Edin-Ådahl, nya amerikanska ambassadörsparet Charles och Eileen Redman, Lili & Sussie, Lena Olin och soulsångerskan Ruby Turner.[6]
- 24 mars – Sylvia Lindenstrand, Billy Butt, Sun Axelsson, Madeleine Ramel, Yoko Ono och Richard Carlsohn.[7]
- 31 mars – Gösta och Marie-Louise Ekman, poeten Ylva Eggehorn, turkiska popgruppen Pan från fjolårets Eurovision Song Contest och den tyska gruppen Grace Kairos.[8]
- 7 april – José Carreras, Billy Butt och verkstadsägaren Jan Träff i Kimstad i Östergötland, Nick Lowe och Trance Dance.[9]
- 14 april – Valentina Pankina, hustru till Sovjet-ambassadören Boris Pankin, skånska rockgruppen Sinners och engelska gruppen Big Fun.[10]
- 21 april – Eros Ramazzotti, bröderna Christian och Jakob Lindberg gör en duett för trombon och luta, Lasse Stefanz, Lars Engqvist och Sydsvenska Dagbladets Per T Ohlsson.[11]
- 28 april – Svenska ambassadörsparet Leif och Karin Leifland i London, ambassadör Sverker Åström, Warszawaambassadören Jean-Christophe Öberg, ambassadör Örjan Berner i Moskva, ambassadör Abigail Mejia i Dominikanska republiken, franska artisten Mylene Farmer och svenska stråkkvartetten Tale-kvartetten.[12]

## Tredje säsongen (1990)
- 8 september – Carola, Dave Stewart från Eurythmics med band samt glimtar från utställningen av sovjetisk konst på Liljevalchs i Stockholm
- 15 september – Willy Brandt, Titiyo, Earth, Wind & Fire och flamencodansören José de Udeata
- 22 september – Margaretha Krook, hovdansarna Anneli Alhanko och Per Arthur Segerström, Benny Andersson, regissören Daniel Bergman och gruppen Londonbeat
- 29 september – Nana Mouskouri, Lisa Nilsson, Marie Göranzon och Lena Nyman, Kjell Grede och Stellan Skarsgård om filmen God afton, herr Wallenberg, P.C. Jersild och Lars Ardelius om boken Slutet
- 6 oktober – Nora Brockstedt gör comeback, Peter Jablonski spelar Debussy, Carlo Barsotti om filmen Ett paradis utan biljard och Dahlin intervjuar hovsångaren Barbro Ericson om regissören Göran Järvefelt
- 13 oktober – Hans Alfredson, statsminister Ingvar Carlsson, Vanessa Paradis och duon Hall & Oates
- 20 oktober – Ainbusk Singers, Freskkvartetten, Bangs dotter Ruffa Alving och Mimi Pollak
- 27 oktober – Mats Wilander, Gianna Nannini med sitt femmannaband, Herbert Grönemeyer, Ghita Nörby, Cordelia Edvardson och en glimt från en utställning av John Lennons grafik

## Fjärde säsongen (1991)
- 30 mars – programledare John Chrispinsson, med Roxette, Torgny Mogren, Pernilla Wiberg, Elisabeth Söderström och Arne Höglund
- 6 april – programledare John Chrispinsson, med Lena Philipsson, Orup och Lena T. Hansson
- 13 april – programledare Jacob Dahlin, med Git Gay, Magnus Uggla, Ainbusk Singers, Anneli Alhanko och koreografen José de Udaeta, Anna Lindmarker och Ulf Kristofferson
- 20 april – programledare Jacob Dahlin, med Rod Stewart, José Carreras, Oleta Adams, Knut Ståhlberg, Carola, dansaren Kim Savéus, Sylvia Lindenstrand och Ted Gärdestad